# Stoemp saucisse
 (avril 2019).

Le stoemp saucisse est une spécialité bruxelloise. Il s'agit d'une préparation comprenant de la saucisse et une purée appelée stoemp. Cette dernière contient toujours des pommes de terre et d'autres légumes comme des carottes, des épinards, des poireaux, etc., mélangés et mijotés ensemble.